# Zakaria II (ormiański patriarcha Konstantynopola)
Zakaria II (ur. ?, zm. ?) – w latach 1773–1781 i 1782–1799 55. ormiański Patriarcha Konstantynopola.